# Tenis en Paraguay

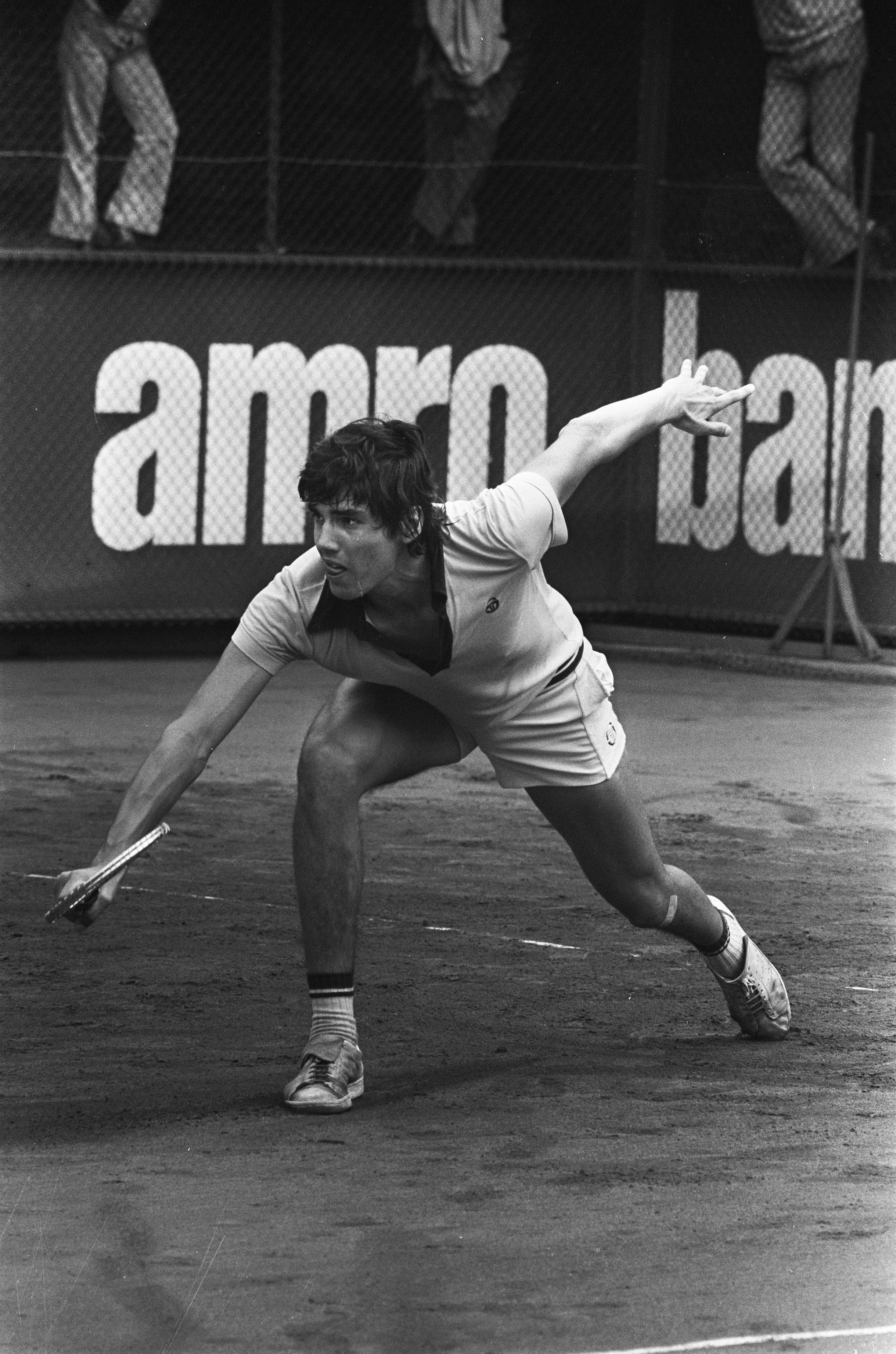
Víctor Pecci alcanzó el puesto No. 9 de ranking ATP y ganó 10 títulos.

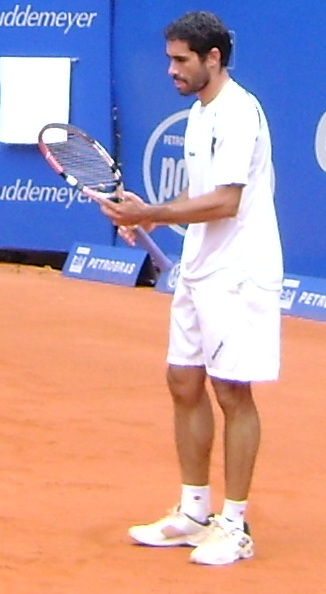
Ramón Delgado alcanzó el puesto No. 52 del ranking ATP, y ganó 9 challengers

Paraguay ha contado con 3 tenistas profesionales de elite. Víctor Pecci y Francisco González en los años 1970's y 80's, y Ramón Delgado en los 90's y 00's. 
A nivel de representación nacional el Equipo de Copa Davis de Paraguay alcanzó los cuartos de final de la Copa Davis en 4 oportunidades; 1983, 1984, 1985, y 1987. Gracias a Víctor Pecci y Francisco González.
Paraguay ha tenido otros tenistas que integraron el equipo de Copa Davis, como ser Hugo Chapacú, Victor Caballero, Roberto Velázquez, Francisco Arréllaga, Oscar Napout, Neco Carvallo, entre otros.

## Clasificación histórica
Lista con tenistas paraguayos que han estado sobre el lugar 200 de la clasificación ATP.